# 341826 Aurelbaier
341826 Aurelbaier este o planetă minoră (asteroid) din centura de asteroizi. A fost descoperită pe 10 ianuarie 2008 la Marly⁠(d) de Peter Kocher. 
Obiectul prezintă o orbită caracterizată de o semiaxă mare de 3,1409316742679 UAi, o excentricitate de 0,27, o înclinație de 14,8 ° în raport cu ecliptica.